# Kozłowiec (Świrna)
Kozłowiec – część wsi Świrna w Polsce, położona w województwie świętokrzyskim, w powiecie ostrowieckim, w gminie Bodzechów.
W latach 1975–1998 Kozłowiec administracyjnie należał do województwa kieleckiego.